# Foraminiferer
Foraminiferer (Foraminifera) är en understam inom amöbadjuren. Arterna inom understammen är små encelliga en- eller flerkamrade djur, med kalkskal med hål mellan kamrarna. De andas kväveoxid istället för syre och ser ofta ut som mycket små snäckor. Foraminiferernas egenskap att andas kväveoxid är unikt för ett högre stående djur, då man för övrigt bara känner till bakterier som har samma egenskap.
Det finns 4 000 nu levande arter, och de allra flesta av dessa lever i den bentiska zonen. Arter av denna understam har funnits på jorden i över 500 miljoner år, och man har funnit fossila fynd av fler än 30 000 arter.
Foraminifererna indelas normalt i tre klasser:
Klassen Athalamea som är heterogen och delvis används som uppsamlingsplats för relativt okända foraminiferliknande organismer. Athalamea saknar skal, pseudopodierna är rikt förgrenade och cellen är ofta stor (upp till 10 cm i diameter). Könlig fortplantning är okänd. Flertalet av dessa arter är marina, men det förekommer även sötvattensformer. 
Klassen Monothalamea består av former med enkamrade skal av organiskt eller kalciumhaltigt material. Generationsväxling förekommer ej. Flertalet av dessa arter lever i sötvatten, men även marina former är kända. 
Klassen Foraminifera omfattar former med en- eller flerkamrade skal, där väggarna är genombrutna av porer. Normalt förekommer generationsväxling, men den ena generationen kan vara reducerad. De nu levande arterna blir sällan större än 1 cm; fossila former kan vara betydligt större. Dessa arter lever alla i havet.

## Förekomst
Foraminiferer lever med få undantag i marina miljöer och kan befinna sig på stora djup. Det finns både pelagiska och bentiska foraminiferer. I svenska havsområden förekommer foraminiferer främst i Skagerrak och i Kattegatt, men ett fåtal arter förekommer även i Östersjön. Foraminiferer har även påträffats i sediment som avsatts i Yoldiahavet samt i Littorinahavet.
Foraminifererna blev vanliga i haven först under ordovicium för cirka 500 miljoner år sedan. De äldsta formerna hade endast en organisk cellvägg av tectin. Senare utvecklades foraminiferformer som hade mineralpartiklar på cellväggens utsida. Till sist utvecklades former som själva utsöndrade ett mineralskal. Fusuliniderna, som hade ett kalkskal format ungefär som ett vetekorn var vanliga yngre karbon och perm. Planktiska foraminiferer utvecklades i stor mängd under krita. Vit skivkrita innehåller ofta stora mängder foraminiferer av släktet Gumbelina. Foraminifererna spelade sin största roll under äldre tertiär för cirka 65-35 miljoner år sedan. Nummuliterna är de främsta bergartsbildarna i Thetys, en havstrågsområde som sträcker sig från medelhavsområdet till Indonesien.

## Användning inom forskningen
Foraminiferer från framförallt mesozoikum och kenozoikum används för biostratigrafiska korreleringar och relativa dateringar. De används även för att undersöka variationer i havsvattnets sammansättning av syre- och kolisotoper genom jordens historia.

## Etymologi
Namnet kommer av latinets foramen som betyder 'öppning' eller 'hål', och ferre som betyder 'bära'.